# Escalles
Escalles (Nederlands: Skale) is een gemeente in het Franse departement Pas-de-Calais (regio Hauts-de-France) en telt 330 inwoners (2004). De plaats maakt deel uit van het arrondissement Calais.

## Geografie
De oppervlakte van Escalles bedraagt 7,3 km², de bevolkingsdichtheid is 45,2 inwoners per km². De gemeente ligt aan de Opaalkust, aan de voet van de Mont d'Hubert. Op de grens met Sangatte steekt Cap Blanc-Nez in de zee.
De onderstaande kaart toont de ligging van Escalles met de belangrijkste infrastructuur en aangrenzende gemeenten.

## Geschiedenis
De Romeinse tijd was hier van belang, aangezien een heerbaan van Sangatte naar Boulogne-sur-Mer door dit gebied kwam.
In 1868 werden bij Tape Cul ook Keltische graven gevonden. De naam Tape Cul komt van tapecul, een weegschaal om geladen wagens te wegen teneinde de tolgelden te bepalen.
Van 844-864 werd het dorp Scala genoemd dat in het Oud-Germaans tijdelijke behuizing zou betekenen. Andere bronnen wijzen op scala (Latijn) dat trap zou betekenen. In het feodale tijdperk was Escalles onderhorig aan het graafschap Guînes.
In de middeleeuwen was de lakennijverheid van belang. Van 1347-1558 werd Escalles beheerst door de Engelsen. Bij de herovering door de Fransen werd het dorp verwoest.
In 1803 werd op last van Napoleon Bonaparte geschut onder en boven het klif opgesteld in het kader van de blokkade van Engeland.

## Bezienswaardigheden
- Het Grand Maison
- De Sint-Maximinuskerk (Église Saint-Maxime)
- Obelisk van Cap Blanc-Nez

## Natuur en landschap
Escalles ligt aan de kust van het Nauw van Calais, behorend tot de Opaalkust. De hoogte van de gemeente varieert van 0 tot 154 meter, en de kerk bevindt zich op een hoogte van 47 meter boven zeeniveau, aan de voet van de 151 meter hoge Mont d'Hubert. Vanaf Escalles voert een weg steil omlaag naar zee, de Cran d'Escalles. In de onmiddellijke nabijheid van het dorp ligt Cap Blanc-Nez, met krijtrotsen.

## Demografie
Onderstaande figuur toont het verloop van het inwonertal (bron: INSEE-tellingen).

## Nabijgelegen kernen
Wissant, Hervelinghen, Peuplingues, Sangatte